# Гипотеза о пятом газовом гиганте
Гипотеза о пятом газовом гиганте — попытка объяснить явные несоответствия в современной теории образования Солнечной системы посредством введения в модель её формирования пятого газового гиганта. Развитие модели Ниццы.

## Суть проблемы
После моделирования учёными США эволюции орбит планет в пору становления Солнечной системы оказалось, что Юпитер находился на гораздо большем расстоянии от Солнца, чем сейчас. Переместиться ближе газовый гигант мог бы только за счёт вытеснения малых тел за пределы системы. Такой вариант событий привёл бы к столкновению Земли с Марсом или Венерой. Юпитер мог переместиться и другим способом (прыжком), одновременно выталкивая за пределы системы Уран или Нептун.
Ни один из вариантов не может объяснить всех фактов. Если же допустить, что в момент зарождения Солнечной системы газовых планет было не четыре, а пять, то всё становится на свои места. Именно этот гигант и был вытеснен Юпитером так, что либо перешёл на очень удалённую орбиту, либо оказался за пределами Солнечной системы. Ещё одним косвенным доказательством этой гипотезы может служить недавнее открытие десяти планет-сирот, которое показывает, что выталкивание планет за пределы системы является обычным делом.
По модели астронома Дэвида Несворны из Юго-Западного исследовательского института в Боулдере (Колорадо, США) 4 млрд лет назад пятая планета-гигант силой своей гравитации вытолкнула Нептун с занимаемой им тогда орбиты рядом с Юпитером и Сатурном, на новое место на самой периферии Солнечной системы, за Ураном. Во время этой одиссеи Нептуна гравитационными силами были выброшены со своих орбит и малые планеты, сформировавшие затем сердцевину нынешнего пояса Койпера. Сама пятая планета-гигант по модели Несворны была выброшена из Солнечной системы навсегда.